# Apostolisches Vikariat Zamora in Ecuador
Das Apostolische Vikariat Zamora in Ecuador (lateinisch Apostolicus Vicariatus Zamorensis in Aequatoria, spanisch Vicariato Apostólico de Zamora en Ecuador) ist ein in Ecuador gelegenes römisch-katholisches Apostolisches Vikariat mit Sitz in Zamora.

## Geschichte
Das Apostolische Vikariat Zamora in Ecuador wurde am 17. Februar 1893 durch Papst Leo XIII. aus Gebietsabtretungen des Apostolischen Vikariates Napo als Apostolisches Vikariat Zamora errichtet. Am 22. Februar 1991 änderte das Apostolische Vikariat Zamora seinen Namen in Apostolisches Vikariat Zamora in Ecuador.

## Apostolische Vikare

### Apostolische Vikare von Zamora
- Jorge Francisco Mosquera Barreiro OFM, 1964–1982
- Serafín Luis Alberto Cartagena Ocaña OFM, 1982–1991

### Apostolische Vikare von Zamora in Ecuador
- Serafín Luis Alberto Cartagena Ocaña OFM, 1991–2003
- Fausto Gabriel Trávez Trávez OFM, 2003–2008, dann Bischof von Babahoyo
- Walter Jehowá Heras Segarra OFM, 2009–2019, dann Bischof von Loja
- Jaime Oswaldo Castillo Villacrés, seit 2020